# Zespół odrzutowy
Zespół odrzutowy – elementy broni w postaci mechanizmów, części broni i zespołów przesuwających się pod wpływem działania siły odrzutu do tyłu.
Mechanizmy te powracają w poprzednie położenie pod wpływem siły powrotu. Zespołem odrzutowym w broni strzeleckiej może być cała broń, zamek i jego elementy oraz lufa z zaryglowanym zamkiem. Natomiast w broni artyleryjskiej nieautomatycznej głównymi jego elementami jest lufa z nasadą zamkową oraz ruchoma część oporopowrotnika. Wpływ na charakterystyki odrzutu i powrotu, a tym samym i na szybkostrzelność teoretyczną broni ma łączna masa zespołu odrzutowego.